# 交響曲第4番 (グラズノフ)
アレクサンドル・グラズノフの交響曲第4番変ホ長調作品48は、1893年に作曲された。この作品は、ロシア民謡に基づいた、初期の3つの国民楽派的な交響曲との訣別であり、作曲者の言葉を借りると、「個性的で、自由で、主観的な自己の印象」の表現が許されているという。
この交響曲は、作曲家で偉大なピアニストのアントン・ルビンシテインに献呈された。3楽章しかないものの、いつもの4楽章の作品にも匹敵する内容をもっている。たとえば第2楽章は、アルノルト・ベックリンの絵画『ディアーナの狩』を表現せんとの意図であった。1893年12月4日にこの交響曲を脱稿し、1894年1月22日にサンクトペテルブルク貴族会館における第3回ロシア音楽演奏会にて初演された。恩師で著名な作曲家のリムスキー＝コルサコフが指揮を執り、「すばらしく、高貴で表情豊かな」作品と評した。
後にグラズノフの養女エレーナ・グラズノフ＝ギュンターは、アメリカで人気のあったグラズノフ作品は交響曲第5番だったが、ヨーロッパでは第4番だったと伝記作家に打ち明けている。

## 楽器編成
- フルート2、ピッコロ、オーボエ2、イングリッシュホルン、クラリネット3、ファゴット2
- ホルン4、トランペット3、トロンボーン3、チューバ
- ティンパニ2
- 弦五部

## 構成
第1楽章 Andante - Allegro moderato 変ホ長調　9/8拍子　ソナタ形式
三部形式の導入部はまずイングリッシュホルンが哀愁を漂う主題を奏し、次にホルンが東洋的な旋律を醸し出す。第1主題はオーボエに現れる。
第2楽章 Scherzo：Allegro vivace 変ロ長調　6/8拍子
クラリネットが主旋律を提示し、フルートとクラリネットによる二重奏がこれらを繰り返す。次にクラリネット、ホルンの二重奏にヴァイオリンとチェロが加わる副次主題が提示される。トリオはクラリネットが主題を提示し、弦がトリオを形作っていく中でヘ長調になり、トリオ主題が静かに終止する。やがてスケルツォ主題に回帰し、主要主題と副主題が変ロ長調で提示されると、クライマックスに達して終止する。
第3楽章 Andante - Allegro  変ホ長調　4/4拍子
第1主題はクラリネットとヴィオラが提示する柔和な主題に基づいており、行進曲風である。第2主題は第1主題を発展させた第主題とmeno mosso tranquilloの2つの要素で成り立っている。展開部ではこれに加え、先の楽章の主題や動機が再現される。